# Beerschot VAC
Koninklijke Beerschot Voetbal en Atletiek Club – belgijski klub piłkarski z siedzibą w Antwerpii.

## Osiągnięcia
- Mistrz Belgii (7): 1921/22, 1923/24, 1924/25, 1925/26, 1927/28, 1937/38, 1938/39
- Wicemistrz Belgii (7): 1900/01, 1922/23, 1926/27, 1928/29, 1936/37, 1942, 1943
- Puchar Belgii (2): 1970/71, 1978/79
- Finał Pucharu Belgii: 1967/68

## Historia
Chronologia nazw:
- 1899: Beerschot AC
- 1925: Royal Beerschot AC
- 1968: K. Beerschot VAV
- 1991: K. Beerschot VAC

Beerschot założony został w 1899 roku, w momencie, gdy większość piłkarzy opuściła klub Royal Antwerp FC. W pierwszej lidze klub zadebiutował w sezonie 1900/01 i z miejsca zdobył tytuł wicemistrza Belgii. Ostatnie miejsce w lidze w sezonie 1905/06 sprawiło, że Beerschot pierwszy raz w swej historii spadł z pierwszej ligi, ale tylko na jeden sezon. Do wybuchu I wojny światowej drużyna plasowała się w okolicach środka tabeli. Tuż po zakończeniu wojny, w sezonie 1921/22 Beerschot zdobył swoje pierwsze mistrzostwo, które zapoczątkowało najlepszą dekadę w historii klubu z Antwerpii. W następnym sezonie było drugie w dziejach wicemistrzostwo, po czym trzy mistrzostwa z rzędu. Po wicemistrzostwie w sezonie 1926/27 klub zdobył piąty tytuł mistrza w sezonie 1927/28. Ostatnim sukcesem w latach 20. było wicemistrzostwo Belgii w sezonie 1928/29.
W pierwszej połowie lat 30. klub nie odnosił sukcesów, ale też ani razu nie zagroziło drużynie Beerschot widmo spadku. W 1936/37 drużyna sięgnęła po wicemistrzostwo, co stanowiło wstęp do serii dwóch tytułów mistrzowskich – w sezonach 1937/38 i 1938/39. Zdobyty w 1939 tytuł mistrza Belgii okazał się ostatnim takim sukcesem w historii klubu.
W sezonie 1939/40 z powodu wybuchu II wojny światowej rozgrywek ligowych w Belgii nie przeprowadzono. Do pierwszych rozgrywek w okupowanej Belgii doszło w 1942 roku. Sezon rozegrano systemem wiosna-jesień, a Beerschot zdobył tytuł wicemistrzowski, który powtórzył w 1943 roku. W 1944 było trzecie miejsce, jednak w 1945 znów rozgrywki zostały wstrzymane. W pierwszym sezonie powojennym, w 1946 roku, Beerschot spisał się słabo, zajmując odległe 16. miejsce (na 19 uczestników). Do końca lat 40. klub plasował się w rejonie środka tabeli.
W latach 50. klub nadal musiał obyć się bez sukcesów, przebywając na ogół w okolicach środkach tabeli. W 1952 liga belgijska powróciła do systemu jesień-wiosna – w pierwszym sezonie po reformie, czyli 1952/53, Beerschot zajął najlepsze w tej dekadzie 3. miejsce.
Lata 60. były podobne do poprzedniej dekady – Beerschot był jedynie solidnym pierwszoligowcem bez poważniejszych sukcesów poza 3. miejscem w sezonie 1964/65. Sporym osiągnięciem było także dotarcie do finału Pucharu Belgii w sezonie 1967/68. W 1968 Beerschot zadebiutował w europejskich pucharach, biorąc udział w Pucharze Miast Targowych 1968/69. Pierwszym przeciwnikiem był holenderski klub AFC DWS, a pierwszą bramkę dla klubu w europejskich pucharach zdobył Herman Houben. Debiut nie był udany – po remisie 1:1 u siebie klub przegrał w Amsterdamie 1:2 i odpadł już w pierwszej rundzie.
W latach 70. Beerschot wciąż zachowywał pozycję solidnego średniaka pierwszoligowego, za to poważne sukcesy odniósł w Pucharze Belgii, który zdobył dwukrotnie – w sezonie 1970/71 i 1978/79. Pierwszy puchar krajowy pozwolił na drugi start w europejskich pucharach – w Pucharze Zdobywców Pucharów w sezonie 1971/72. Pierwszy przeciwnik, cypryjski klub Anorthosis Famagusta, nie był zbyt wymagający. Dzięki temu Beerschot wygrał oba mecze aplikując rywalom łącznie 8 bramek i pierwszy raz w swej historii awansował do następnej rundy europejskiego pucharu. Następnym przeciwnikiem był reprezentant NRD, Dynamo Berlin, z którym drużyna belgijska przegrała oba mecze po 1:3 i odpadła z turnieju. Czwarte miejsce w lidze w sezonie 1972/73 pozwoliło klubowi wziąć udział w Pucharze UEFA w sezonie 1973/74. Beerschot odpadł już w pierwszej rundzie przegrywając oba mecze po 0:2 z portugalskim klubem Vitória Setúbal. Ostatni ze zdobytych przez Beerschot krajowych pucharów dał okazję, by jeszcze raz pokazać się europejskiej publiczności. W pierwszej rundzie Pucharu Zdobywców Pucharów w sezonie 1979/80 przeciwnikiem była jugosłowiańska NK Rijeka. W Antwerpii był remis 0:0, w Rijece natomiast do 89 minuty utrzymywał się wynik 1:1 (bramkę dla klubu z Antwerpii zdobył Stanisław Gzil), dający awans do następnej rundy zespołowi z Belgii. W ostatniej minucie spotkania  Milan Radović pokonał Jana Tomaszewskiego i zdobył drugą bramkę dla klubu NK Rijeka i Beerschot swój ostatni występ w pucharach zakończył już w pierwszej rundzie.
W sezonie 1980/81 klub zajął 15. miejsce, a ponieważ do drugiej ligi spadały 4 ostatnie kluby, Beerschot drugi raz w swych dziejach opuścił pierwszą ligę. Banicja trwała tylko rok – wicemistrzostwo drugiej ligi pozwoliło na powrót do grona pierwszoligowców. Klub jednak wciąż grał słabo – w kolejnych dwóch sezonach 15 i 16. miejsce – jednak tym razem Beerschot utrzymał się w lidze, gdyż spadały 2 ostatnie kluby. Później już do końca lat 80. klub plasował się w okolicach środka tabeli.
Ostatnie, 18. miejsce w sezonie 1990/91 oznaczało kolejny spadek. Po kilku latach gry w drugiej lidze Beerschot w sezonie 1997/98 zajął ostatnie miejsce w drugiej lidze i spadł do trzeciej ligi.
Na skutek problemów finansowych Beerschot połączył się z mającym swą siedzibę na peryferiach Antwerpii klubem Germinal Ekeren, tworząc w 1999 roku nowy klub – Germinal Beerschot Antwerpia.

## Europejskie puchary
Legenda do wszystkich tabel:
- Q – runda eliminacyjna, 1/16, 1/8, 1/4, 1/2 – odpowiednia faza rozgrywek, Grupa – runda grupowa, 1r gr – pierwsza runda grupowa, 2r gr – druga runda grupowa, F – finał, R – runda, PO – play-off
- k. – rzuty karne, los. – losowanie, Dogr. – dogrywka, w. – zasada bramek strzelonych na wyjeździe

| Sezon   | Rozgrywki                 | Runda | Klub                 | Dom | Wyjazd | Ogólnie |
| ------- | ------------------------- | ----- | -------------------- | --- | ------ | ------- |
| 1968/69 | Puchar Miast Targowych    | 1R    | AFC DWS              | 1–1 | 1–2    | 2–3     |
| 1971/72 | Puchar Zdobywców Pucharów | 1R    | Anorthosis Famagusta | 7–0 | 1–0    | 8–0     |
| 1971/72 | Puchar Zdobywców Pucharów | 2R    | Dynamo Berlin        | 1–3 | 1–3    | 2–6     |
| 1973/74 | Puchar UEFA               | 1R    | Vitória Setúbal      | 0–2 | 0–2    | 0–4     |
| 1979/80 | Puchar Zdobywców Pucharów | 1R    | HNK Rijeka           | 0–0 | 1–2    | 1–2     |